# Hynobius owariensis
Hynobius owariensis — вид хвостатих земноводних родини кутозубих тритонів. Описаний у 2022 році.

## Назва
Оварі — стародавня назва регіону на заході сучасної префектури Айті, де трапляється вид.

## Поширення
Ендемік Японії. Поширений на заході префектури Айті.

## Опис
Порівняно великий вид (середній SVL = 60,6 мм у самців і 59,1 мм у самиць) серед японських видів Hynobius; співвідношення довжини задніх кінцівок майже завжди <30 % SVL у самців; чітка і яскраво-жовта смуга на черевному краї хвоста завжди відсутня у самців і майже завжди відсутня у самиць; чітка і яскраво-жовта смуга на спинному краї хвоста завжди відсутня у самців; чіткі чорні точки на спині майже завжди відсутні у самців; чіткі білі крапки на черевній і бічній сторонах тіла, зазвичай відсутні у самців.